# Today and Now

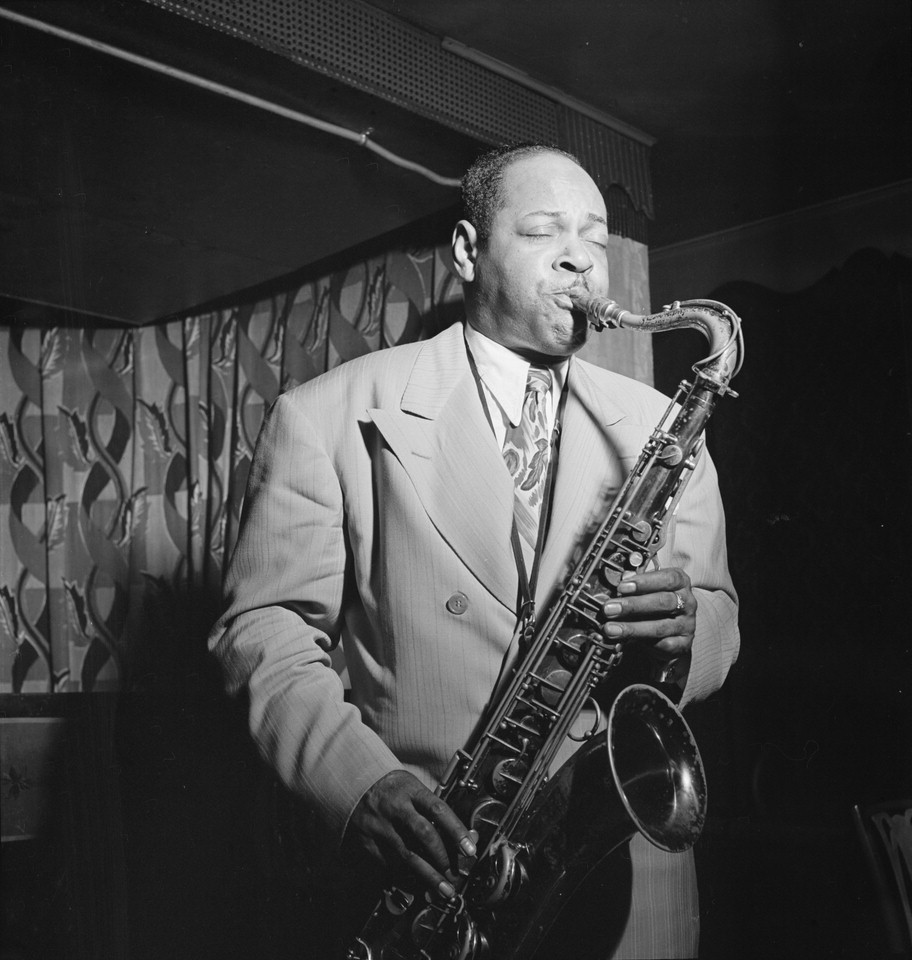
Coleman Hawkins im Spotlite Club, etwa September 1947. Foto: Gottlieb.

Today and Now ist ein Jazz-Album von Coleman Hawkins, das am 9. und 11. September 1962 im Rudy Van Gelder Studio, Englewood Cliffs aufgenommen wurde und 1963 bei Impulse! Records erschienen ist. 1996 wurde das von Bob Thiele produzierte Album als Compact Disc wiederveröffentlicht; als Produzent verantwortlich dafür war Michael Cuscuna.

## Entstehungsgeschichte
Nachdem Coleman Hawkins im Jahr 1961 nur ein Album unter eigenem Namen (The Hawk Relaxes, Prestige) eingespielt hatte, entstand im folgenden Jahr eine ganze Reihe von eigenen Aufnahmen des Saxophonisten, darunter drei für das junge Label Impulse. Bereits im Januar 1962 spielte Hawkins die Quartett-LP On Broadway für Prestige ein; nach einer Europa-Tournee folgte im August ein längeres Engagement im New Yorker Club The Village Gate, bei dem das Album Hawkins! Live! At The Village Gate! (Verve) mitgeschnitten wurde.
Thiele, der seit November 1961 als Produzent für das Label Impulse tätig war, hatte 1962 zwei seiner „persönlichen Helden“ angerufen, um sie zu Aufnahmen für Impulse zu gewinnen: Duke Ellington und Coleman Hawkins. Tatsächlich produzierte Thiele eine LP von Hawkins mit Ellington und dessen Musikern (Duke Ellington Meets Coleman Hawkins) am 18. August. Die beginnende Bossa-Nova-Welle nutzte Thiele für das Impulse Album Desafinado aus, das Hawkins mit Mitgliedern seiner damaligen Working Band und Barry Galbraith im September 1962 aufnahm. Hawkins spielte im Quartett mit dem Pianisten Tommy Flanagan, dem Bassisten Major Holley und dem Schlagzeuger Eddie Locke, die ihn in diesem Jahr auch auf seinen Tourneen begleiteten, ebenfalls im September für Impulse das Album Today and Now, welche Coleman Hawkins später als seine Lieblingsplatte bezeichnete. Im Januar 1963, als das Village-Gate-Engagement endete, löste Hawkins das Quartett auf.

## Titelliste
- Coleman Hawkins Quartet: Today and Now (Impulse A(S)-34, Impulse 11842[4])
  1. Go Li’l Liza (Traditional, arr. Hawkins) – 6:25
  2. Quintessence (Quincy Jones) – 4:46
  3. Don’t Love Me (Bill Katz, Pauline Rivelli, Ruth Roberts) – 4:40
  4. Love Song from „Apache“ (Johnny Mercer, David Raksin) – 4:14
  5. Put on Your Old Grey Bonnet (Stanley Murphy, Percy Wenrich) – 9:51
  6. Swingin’ Scotch (Coleman Hawkins) – 5:32
  7. Don’t Sit Under the Apple Tree (With Anyone Else but Me) (Sam H. Stept, Lew Brown, Charles Tobias) – 4:33
- Die Titel 1 bis 4 wurden am 9. September 1962, die Titel 5 bis 7 am 11. September 1962 eingespielt.

## Auszeichnungen und Rezeption des Albums
Today and Now erhielt 1964 den niederländischen Edison Jazz Award, die britische Musikzeitschrift Gramophone schrieb im selben Jahr, im Gegensatz zu vielen anderen Aufnahmen seiner späteren Jahre, in denen er entweder langweilig oder zu forciert modern und „funky“ klinge, sei dies glücklicherweise bei Today and Now nicht der Fall: „Hawkins wurde in einem Moment auf Platte eingefangen, als sowohl sein Enthusiasmus als auch sein Gespür für Identität am stärksten waren. Dies ist, ohne sich zu milde darauf zu richten, eine außergewöhnlich gute LP, auf der Hawkins Solos konstruiert, die im richtigen Maß der Zwangsläufigkeit aufgebaut sind. Außerdem zeigt er diesen Sinn für Licht und Schatten, für tonale Kontraste, den sein Spiel seit den 1930er Jahren auszeichnet.“  Nach Meinung des Autors seien die drei Titel Quintessence, Don't Love Me und Love Song langsam und sehr einfach angelegt; auf letzterem Titel tue Hawkins wenig mehr als das Thema zu spielen, „aber mit einer Tonfülle und Gespür für Timing, was die Musik unmissverständlich zu der von Hawkins macht“, wie etwa in der barocken Ausschmückung von Don't Sit Under The Apple Tree, wo „das Unglaubwürdigste an Material in ein weiteres Beispiel aus der Hand des Meisters umgeformt“ werde. Hawkins „mäandert deliziös“ durch die beiden anderen genannten Titel, genauso durch eine ausgedehnte Version von Put On Your Old Grey Bonnet, was hier eher wie ein an Thelonious Monk erinnernder Blues denn an einen fünfzig Jahre alten Popsong erinnere. Am beeindruckendsten sei der Tenorsaxophonist bei der eher angriffslustigen Seite seines Stils, wie man ihn in den schnelleren Titeln des Albums, Swingin' Scotch und (am besten von allen) in Go Li’l Liza höre. Einschränkend merkt der Autor an, dass Major Holley hier allzu sehr in Routine im Stile von Slam Stewart verfalle, vor allem mit seinem Gebrumm. Tommy Flanagan hingegen steuere „knackige, intelligente Solos“ bei, besonders in seiner Einleitung zu Put On Your Old Grey Bonnet. Auch Eddie Locke trommele mit „anerkennenswertem Swing.“
Stephen McDonald bewertet das Album bei AllMusic mit vier Sternen und ist der Meinung, dass es sich um die Wiederveröffentlichung „einer sehr angenehmen und schön gespielten Aufnahme des Coleman Hawkins Quartetts“ handle; das Album sei zwar „nicht der zwingendste Titel im Hawkins-Katalog, das Album hat aber zumindest den Vorteil, sowohl hörbar als auch einer tieferen Betrachtung wert zu sein“.

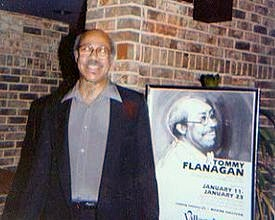
Tommy Flanagan

Nach Ansicht von Teddy Doering beschreibt bereits der erste Titel Go Li’l Liza die Stimmung des gesamten Albums, „fröhlich, gelöst, swingend, und gleichzeitig höchst konzentriert.“ Sehr viel zu der Stimmung würden auch „Holleys gestrichene Baßsoli sowie Lockes federndes Schlagzeugspiel“ beitragen. Von ähnlicher Spielhaltung seien Swingin’ Scotch (eine Version des Evergreens Loch Lomond), Apple Tree und Grey Bonnet. Quintessence, Apache und Don’t Love Me sind hingegen Balladen, nach Meinung Doerings dargeboten mit der „bei Hawkins üblichen Gefühlstiefe und perfekten Begleitung von Flanagan.“ Der Autor unterstreicht die Bedeutung des damals 32-jährigen Pianisten für den Veteranen Hawkins, für den er Unterstützung und Verständnis aufbrachte, wenn dieser etwa in Liza „wieder kurze Ausbrüche in die Avantgarde versucht.“ Hawkins hatte in Flanagan „einen kongenialen Dialogpartner“, schrieb Doering, „während Holley einer der zuverlässigsten und swingendsten Bassisten jener Jahre im Mainstream-Bereich war, der auch originelle Soli in bester Slam Stewart-Manier beisteuern konnte.“
Richard Cook und Brian Morton, die in ihrem Penguin Guide to Jazz dem Album als einzigen in Hawkins’ Spätwerk die Höchstnote verliehen, bezeichnen es als großartige Platte, „trotz des nicht sehr vielversprechenden Materials“; Hawkins scheine Put on Your Old Grey Bonnett  zu lieben und klinge, „als könnte er es jede Nacht spielen.“ Love Song from „Apache“ zeichne sich durch eine der schönsten Einleitungen aus, die Tommy Flanagan je gespielt habe. Insgesamt sei in Hawkins’ Ton noch nicht das typische Achtelnotenspiel zu finden, das seine späteren Aufnahmen so nervend mache.
Der Kritiker Stanley Dance beschrieb in den Liner Notes des Albums die Spielhaltung des Saxophonisten bei den letzten vier Titeln mit dem französischen Ausdruck „déchaîné“ (englisch „unchained“ oder „let loose“, deutsch: entfesselt):

“He was enjoying himself and he played with anbandon thart seemed altogether effortless. Indeed, on two numbers he ignored both the clock and control room signals and soared on regardless, hence the fades.”